# Merlung (plaats)
Merlung is een bestuurslaag in het regentschap Tanjung Jabung Barat van de provincie Jambi, Indonesië. Merlung telt 7955 inwoners (volkstelling 2010).